# John Norvell
John Norvell (Danville, 1789. december 21. - Detroit, 1850. április 24.) amerikai újságíró, szenátor Michigan államból.

## Élete
Danville-ben született, ami akkor Virginia államhoz tartozott. Apja Lipscomb Norvell, katonatiszt volt az Amerikai függetlenségi háborúban. A helyi iskolák elvégzése után az újságírás felé fordult. 1807-ben levélváltást kezdeményezett Thomas Jeffersonnal, az Amerikai Egyesült Államok elnökével. Az elnökbírálatát és szkepticizmusát fejezte ki a zsurnalisztikával kapcsolatban. Ennek ellenére Norvell folytatta az újságírással kapcsolatos reformjait, és hogy függetlenedhessen a fő médiumoktól elsajátította a nyomtatás tudományát. A Baltimore Whig című lap szerkesztője 1813-tól kezdődően egy évig. Jogot tanult, és felvették az ügyvédi kamarába. Új hivatását Baltimoreban gyakorolta. Az 1812-es brit–amerikai háborúba közlegényként sorozták be, a Bladensburgi ütközetben harcolt. 1815 után a Baltimore Patriot, a Kentucky Gazette, Franklin Gazette című újságoknál dolgozott. 1829-ben társalapítója volt a Pennsylvania Inquirernek, és ott dolgozott 1831-ig, amikor is Michiganbe költözött, mert detroiti postamesterré nevezték ki. Itt 5 évig dolgozott Andrew Jackson amerikai elnök megbízásából. 1935-ben az állam szenátora lett, de a terület csak megfigyelő státusszal bírt 1837-ig. Aktív résztvevőként támogatta az ötletet, hogy hagyjanak fel az Ohio elleni területi követeléssel, hogy elnyerhessék a tagállam státuszt. A Michigani Egyetem régense volt 1837 és 1839 között. 1841-ben az állam szenátusának, 1842-ben a küldöttgyűlés tagja volt. Kinyilvánította, hogy jogi szakmájával többet nem óhajt foglalkozni. Három feleségétől nyolc fia született. Isabella Hodgkiss Freemantől, harmadik feleségétől öt fia és egy lánya született. Három fia később az Amerikai polgárháborúban szolgált. 1850-ben Detroitban halt meg; Michigan Norvell városrésze róla van elnevezve.